# Sillano Giuncugnano
Sillano Giuncugnano är en kommun i provinsen Lucca i regionen Toscana i Italien. Kommunen hade 1 026 invånare (2018).
Kommunen Sillano Giuncugnano bildades den 1 januari 2015 genom en sammanslagning av de tidigare kommunerna Giuncugnano och Sillano.